# The Pharcyde
The Pharcyde — коллектив, исполняющий музыку в жанре альтернативный хип-хоп и основанный в Лос-Анджелесе. В первоначальный состав группы вошли Imani (Эманду Уилкокс), Slimkid3 (Тревант Хэрдсон), Bootie Brown (Роми Робинсон) и Fatlip (Деррик Стюарт). Первым диджеем коллектива являлся DJ Mark Luv, который писал композиции при поддержке сперва J-Swift’а, а после — J Dilla. Больше всего группа известна благодаря хитам «Drop», «Passin’ Me By» и «Runnin’», а также благодаря своему дебютному альбому «Bizarre Ride II the Pharcyde».

## История группы

### Ранние годы
Впервые члены оригинального состава группы Slimkid3, Bootie Brown и Imani познакомились в конце восьмидесятых годов, будучи танцорами, а танцевальное искусство оставалось их основной целью вплоть до начала 1990. В то время, Imani и Slimkid3 уже являлись членами коллектива «As Is» и позже переходили в группу под названием «Play Brothers», а Bootie Brown работал на подтанцовке у Fatlip, последнего из вступивших в первоначальный состав. Позже Bootie Brown признавался в том, что их карьера танцоров впоследствии повлияла на их музыку — «Иногда то, как я читаю рэп, очень похоже по стилю на то, как я танцевал в прошлом». В итоге группа познакомилась с школьным учителем музыки, Регги Эндрюсом, который также имел отношение к the Dazz Band и Рику Джеймсу, и который оказал большое влияние на дебютный альбом группы. Также примерно в то же время коллектив познакомился с продюсером J-Swift’ом, которого Регги называл своим «Любимым учеником».

### Дебютный альбом
The Pharcyde записали свою первую демо-пластинку в 1991 году. Она содержала в себе песни «Passin’ Me By», «Ya Mamma» и «Officer», а сама работа проходила вместе с нанятым группой менеджером Полом Стюартом, успевшим поработать с Cypress Hill, De La Soul’ом и House of Pain. Майк Росс, один из основателей лейбла Delicious Vinyl, был впечатлён записью, и уже летом 1991 года коллектив был подписан на лейбл Росса — первая их выпущенная «в народ» песня «Soul Flower» была представлена на альбоме группы Brand New Heavies, Heavy Rhyme Experience, Vol. 1, выпущенном в 1992 году.
Не без помощи продюсера J-Swift'а, коллектив выпустил своей первый альбом, Bizarre Ride II the Pharcyde, который был выпущен на прилавки в сентябре 1992 года. В 1996 году ассоциацией RIAA альбом был признан Золотым. Он получил высокие оценки критиков и был признан одним из самых значимых альтернативных хип-хоп-альбомов, выпущенных в девяностых.
Второй сингл группы, «Passin’ Me By», смог попасть в чарты журнала Billboard, достигнув 52 места в Hot 100. Эта же песня была позже представлена в фильме Большой папа. В альбоме были также представлены несколько МС из других коллективов, в частности Bucwheed (известный также как Buckwheat, под этим псевдонимом он выступал в альтернативной хип-хоп группе The Wascals), чей голос можно услышать в песнях «On the DL» и «I’m That Type of Nigga».
Уже во время записи альбома между группой и J-Swift’ом начались конфликты, которые доходили до драк. В итоге в результате многочисленных стрессов J-Swift впал в кокаиновую зависимость, из которой продюсер до сих пор пытается выбраться. В документальном фильме 1 More Hit, снятом в 2007 г., были отображены попытки J-swift’а избавиться от зависимости и вновь вернуться к своей музыкальной карьере.
В 1994 году некоторые композиции The Pharcyde появились на сборнике Stolen Moments: Red Hot + Cool, выпущенном организацией Red Hot Organisation. Альбом, чьей целью было призвать внимание к проблеме СПИДа в афроамериканском обществе и собрать средства для борьбы с этой проблемой, позже получил награду «Альбом Года» журнала Time Magazine.

### Второй альбом
В 1995 году The Pharcyde выпустили свой второй альбом, Labcabincalifornia. Альбом получил смешанные оценки критиков, в основном вызванные тем, что группа изменила своему весёлому и лёгкому стилю, который был поставлен в её дебютном альбоме. Тем не менее, в альбоме присутствовал хит «Runnin’», который смог достичь 55 места в Billboard Hot 100. Позже этот сингл присутствовал в фильме Восьмая миля, а также на альбоме More Music from 8 Mile — сборнике композиций, присутствующих в фильме. Вместе с группой над Labcabincalifornia работали продюсеры J Dilla и Diamond D. Второй альбом был воспринят хуже, чем дебютная запись, и так и не смог достичь золотого статуса. После его записи группа сняла известный клип на песню «Drop», срежиссированный Спайком Джонзом.
После окончания работы над альбомом между Fatlip’ом и другими членами группы начали складываться разногласия, которые привели к его уходу из группы. Тем не менее, из интервью с режиссёром некоторых клипов группы Спайком Джонзом, которое было предоставлено в качестве бонуса на DVD-версии сольного альбома Fatlip’а, можно было почерпнуть то, что когда группа уже выступала без ушедшего члена команды, она всё ещё оказывала поддержку исполнителю, объясняя это тем, что «если они помогут Fatlip’у в его сольной карьере, то они также помогут и себе, и наоборот».

### 1997—2000
В промежутке между 1997 и 1999 годом группа пропала из виду. В 2000 году три оставшихся члена группы вернулись с мини-альбомом Chapter One: Testing The Waters.
Позже в 2000 году коллектив выпустил полноценный студийный альбом под названием Plain Rap. Он был с равнодушием встречен и критиками, и слушателями.
Спустя некоторое время после выхода альбома Slimkid3, который к тому времени избавился от псевдонима и решил называться своим настоящим именем (Тре Хэрдсон), вышел из состава группы, чтобы приступить к сольной карьере. В 2002 году он выпустил свой первый сольный альбом Liberation.
В клипе на песню «Trust», присутствующую в альбоме Plain Rap, группа иронично отослалась на уход из коллектива Fatlip’а — в нём бывший член группы был отображён под видом грустного клоуна, постоянно подвергающегося избиениям со стороны других персонажей клипа. Персонаж Тре Хэрдсона же в клипе превратился в феникса, который улетает сразу после того, как заканчивает свой куплет, что отображает его уход от двух оставшихся членов группы.

### 2001—2004: Humboldt Beginnings
Несмотря на то, что от оригинального состава ушли два члена группы, Bootie Brown и Imani решили не избавляться от своего первоначального названия и взялись за работу над альбомом Humboldt Beginnings, который был выпущен в 2004 году. Альбом был принят ещё хуже и холоднее, чем их третья запись. В нём были предоставлены новые члены группы — Schmooche Cat и Spaceboy Boogie X, второй одновременно стал продюсером группы.
Альбом был выпущен группой на собственном независимом лейбле, Chapter One Entertainment.

### Наследие группы
На данный момент Humboldt Beginnings является последним альбомом The Pharcyde, а все члены группы заняты собственными проектами. В 2005 году вышел сборник Sold My Soul: The Remix & Rarity Collection, на котором были представлены ремиксы на некоторые из песен группы, а также их редкие записи. Бывший член коллектива Fatlip выпустил свой дебютный сольный альбом под названием The Loneliest Punk в 2005 году, а второй полноценный сольный альбом Тре Хэрдсона, SLIMKID3’s Cafe, увидел свет 4 апреля 2006 года.
В 2007 году Тре отправился вместе в группой Ozomatli в зимний тур по США.
The Pharcyde и Souls of Mischief объединили свои усилия для создания совместного проекта «Almyghty Myghty Pythons», их усилия вылились в одноимённый альбом. На данный момент группа не выступает и не выпускает новых песен, но в одном из своих интервью Imani заявил, что группа является постоянной и планирует новые записи в будущем.
Fatlip и Тре Хэрдсон объединились для выступления в туре «The Over 30, Dirty Old Men Tour». Они также записали композицию «All I Want for Christmas (Is Somebody Else)» вместе с St. Imey (псевдоним на время выступления в The Wascals). Песня была спродюсирована J-Swift’ом на лейбле Delicious Vinyl.
В 2005 году Bootie Brown исполнил куплет для композиции группы Gorillaz, «Dirty Harry» с альбома Demon Days. Во время тура Escape to Plastic Beach world Tour, а также на Glastonbury Festival 2010 он часто исполнял партию Mos Def’а из песни Stylo.
22 апреля 2008 года The Pharcyde объединились для серии выступлений на Rock the Bells Festival. Первое выступление прошло в Чикаго в субботу, 19 июля.  
Ремиксы на треки «Runnin’» и «Passin’ Me By» были представлены на альбоме ремиксов Rmxxology, выпущенном в 2008 году.
The Pharcyde в своём последнем составе выступали в феврале 2009 года в Австралии на фестивале Good Vibrations. Они также были хедлайнерами All Points West Festival, проведённого в Нью-Джерси 31 июля 2009 года.
8 июля 2010 года Imani был гостем TheFIVE10 Radio, где он рассказал историю о взлёте и падении The Pharcyde.

## Дискография

### Альбомы
- Bizarre Ride II the Pharcyde
  - Выпущен: November 24, 1992
  - Certification: Gold
  - Позиция в Billboard 200: #75
  - Позиция в R&B/Hip-Hop чарте: #23
  - Синглы: «Ya Mama»/«I’m That Type of Nigga»/«Soul Flower (Remix)», «Passin' Me By», «Otha Fish», «4 Better or 4 Worse»/«Pack the Pipe»/«Return of the B-Boy»

- Labcabincalifornia
  - Выпущен: November 14, 1995
  - Сертификация: N/A
  - Позиция в Billboard 200: #37
  - Позиция в R&B/Hip-Hop чарте: #17
  - Синглы: «Runnin'», «Drop», «She Said»/«Somethin' That Means Somethin'»

- Plain Rap
  - Выпущен: November 7, 2000
  - Сертификация: N/A
  - Позиция в Billboard 200: #157
  - Позиция в R&B/Hip-Hop чарте: #67
  - Синглы: «Trust»
- Humboldt Beginnings
  - Выпущен: July 13, 2004
  - Сертификация: N/A
  - Billboard 200 chart position: -
  - R&B/Hip-Hop chart position: -
  - Синглы: «Knew U»/«The Uh-Huh»

### Сборники и EP
- Chapter One: Testing the Waters EP
  - Released: March 14, 2000
  - Label: Chapter One

- Cydeways: The Best of The Pharcyde
  - Released: January 16, 2001
  - Label: Rhino

- Instrumentals
  - Released: September 13, 2005
  - Label: Delicious Vinyl

- Sold My Soul: The Remix & Rarity Collection
  - Released: November 8, 2005
  - Label: Funky Chemist

### Синглы
| Год  | Песня           | U.S. Hot 100 | U.S. R&B | U.S. Rap | U.S. Dance | Альбом                       |
| ---- | --------------- | ------------ | -------- | -------- | ---------- | ---------------------------- |
| 1993 | «Passin' Me By» | 52           | 28       | 1        | 6          | Bizarre Ride II the Pharcyde |
| 1993 | «Otha Fish»     |              |          |          | 35         | Bizarre Ride II the Pharcyde |
| 1995 | «Runnin»        | 55           | 35       | 5        |            | Labcabincalifornia           |
| 1996 | «Drop»          | 93           | 73       | 5        | 4          | Labcabincalifornia           |
| 1996 | «She Said»      |              |          | 30       | 46         | Labcabincalifornia           |
| 2000 | «Trust»         |              |          | 15       |            | Plain Rap                    |

## Список литературы
- Coleman, Brian (2007). Check the Technique: Liner Notes for Hip-Hop Junkies. Random House, ISBN 0812977750.

- Edwards, Paul (2009). How to Rap: The Art & Science of the Hip-Hop MC. Chicago Review Press, ISBN 1556528167.